# Вулиця Алли Горської (Львів)
Ву́лиця А́лли Го́рської — вулиця у Франківському районі міста Львова, що сполучає між собою вулиці Городоцьку і Федьковича та площу Берестейської унії.

## Історія та назва
Вулиця на цьому місці існувала ще у другій половині XIX століття. На мапах 1863 — 1892 років вона вже позначена як прокладена, але ще не підписана. Роком прокладення вулиці називають 1892 рік, тоді її назвали вулицею Кубасєвіча, на честь львівського благодійника Войцеха Кубасєвича, котрий заповів усе своє майно громаді міста на створення закладу для невиліковно хворих.
На часі німецької окупації — Круппґассе, на честь Густава Круппа — прусського дипломата, промисловця, глави концерну «Крупп» у першій половині XX століття, президента «фонду Адольфа Гітлера» (1933—1941). 
По війні, у липні 1944 року повернена передвоєнна назва — вулиця Кубасевича і вже 1946 року перейменована на вулицю Міуську, в пам'ять про радянських вояків загиблих при штурмі висоти «Савур-могила» та прориві німецької оборонної лінії на річці Міус у серпні 1943 року.
Сучасна назва від 1993 року, на честь української художниці — шістдесятниці та відомої діячки правозахисного руху 1960-х років в Україні Алли Горської.

## Забудова
Парний бік вулиці зайнята торговельними рядами та павільйонами Привокзального ринку, за яким закріплено адресу — вул. Горської, 2. На цьому місці у міжвоєнний період розташовувалися спортивні майданчики спортивно-гімнастичного товариства «Сокіл-IV», згодом — тартак і склад деревини сколівського лісопромисловця барона Ґрьодля та частково (південно-західна частина) територія колишнього Городоцького цвинтаря, а у повоєнний час облаштований новий Привокзальний ринок. Частково торгові ряди були на площі Липневій. Під № 2. також зареєстроване Почесне консульство Білорусі у Львові.
З непарного боку вулиці розташований блок сецесійних кам'яниць з криволінійними аттиками, збудованих у 1909 році за проєктом архітектора М. Зільберштейна. Вартий уваги будинок під № 5, збудований 1913 року за проєктом архітектора Александера Остена для Шимона Малохлєба та оздоблений скульптурами на повстанську тематику, роботи відомого львівського скульптора Теобальда Оркасевича. Над брамою розташоване скульптурне зображення кованої коси, виконана за ескізом відомого малюнку Артура Ґроттгера, а на фронтоні — скульптурне зображення «Тадеуш Костюшко на коні». Над дверима, що ведуть на подвір'я будинку встановлений класичний вітраж, виготовлений 1913 року за проєктом архітектора Яна Кайперта на фабриці Станіслава Желенського у Кракові. За Польщі тут містилася фабрика водяних помп Шимона Малохлєба,  що пропонувала послуги з копання, буріння, ремонту, чищення різних типів криниць. У 1913—1927 роках тут мешкав та працював скульптор Теобальд Оркасевич — автор скульптурного оздоблення будинку. У 1940—1950-х роках містилася артіль «Бурильник» Львівської Облметалпрофспілки, що займалася встановленням та ремонтом водонапірних колонок, бурінням свердловин на малі та великі глибини, виготовленням різного сільськогосподарського знаряддя. Наприкінці 2000-х років в приміщенні містився магазин «Салон дешевого взуття». 1997 року скульптор Станіслав Мельничук відновив фігуру Діви Марії, що нині прикрашає подвір'я будинку. Будинок внесений до Реєстру пам'яток архітектури місцевого значення під охоронним № 1631-м.
Поряд розташований одноповерховий офісний будинок під № 5а, споруджений 2006 року, в якому містяться відділення «Укргазбанку», магазин «Золото», крамниці квітів, трикотажу й аксесуарів до мобільних телефонів, а також магазин вживаного одягу «Економ Клас» та магазин дверей ТМ «Модерн». Під № 7 за радянських часів містилася торговельна база «Укрбудматеріали», наприкінці 2000-х років тут працювала гуртівня господарських товарів та бляхарська майстерня, нині — торгові ряди, де розташовано крамниці з продажу килимів, електроінструменту, побутової техніки, вікон тощо. Ще одна сецесійна чотириповерхова житлова кам'яниця розташована під № 9, збудована 1909 року за проєктом архітектора Маврикія Зильберштайна. Кам'яниця внесена до Реєстру пам'яток архітектури місцевого значення під охоронним № 2154-м. Нині тут міститься аптечний магазин мережі аптек «Подорожник» та відділення № 990 АТ «УкрСиббанк». Між будинками № 7 та № 9, глибоко у подвір'ї, розташований одноповерховий цегляний будинок з дерев'яною верандою, що має № 11, в якому зареєстрована громадська організація «Профасоціація Привокзального ринку».